# Zamenhofpark
Der Zamenhofpark ist eine städtische Grünanlage im Berliner Ortsteil Rummelsburg des Bezirks Lichtenberg. Sie erhielt am 17. Mai 2009 ihren Namen zu Ehren des Esperanto-Gründers Ludwig L. Zamenhof und wurde am 23. Juli 2009 eingeweiht.

## Lage und Geschichte
Die Parkanlage wird westlich begrenzt von der Rosenfelder Straße, nördlich von der Einbecker Straße (bis 1951: Prinzenallee) und östlich von der Marie-Curie-Allee (bis 1951: Capriviallee). Im südlichen Bereich gab es bereits frühzeitig einen Spielplatz für die Kinder- und Jugendlichen der Umgebung, der jedoch keinen offiziellen Namen bekam. Im Laufe der Jahre hatte sich wegen der angrenzenden Rosenfelder Straße bei den Anwohnern für die gesamte Parkanlage die Bezeichnung Rosenfelder Platz eingebürgert.
Früher verlief durch das Terrain des heutigen Zamenhofparks der Friedrichsfelde-Lichtenberger Grenzgraben als natürliche Gemeindegrenze. Heute führt der ehemalige Wasserlauf noch als Regenwasserkanal unter der Rosenfelder Straße (von der Frankfurter Allee her), unter der Einbecker Straße abbiegend und weiter unter der Marie-Curie-Allee in Richtung Rummelsburger See.
Ein Plan der Grünanlage von 1977 zeigt, dass das Areal bereits in den 1970er Jahren gärtnerisch gestaltet war. Eine große Rasenfläche war mitten im Park, Gehölzbepflanzungen begrenzten den Park im Westen, Osten und Süden. Die Bepflanzungen waren zum Teil durch niedrige Mauern eingefasst, die zur Einbecker Straße hin auch als Sitzflächen genutzt wurden. Es blühten unter anderem Rosen der Sorte „Rosenmärchen“ und der Parkrose „Erfurt“.
Das Bezirksgrünflächenamt nahm 1994–1996 eine Umgestaltung der Fläche vor, vorhandene Büsche und Bäume wurden in ein neues rechteckiges Wegesystem eingebettet. Im Zentrum der Rasenfläche legten die Gärtner ein Rondell als Senkgarten an, mit einem kreisförmigen Blumenbeet in der Mitte, um das herum acht Bänke aufgestellt wurden, hinter denen rote und gelbe Rosen das Rondell zum Rasen begrenzen. Der südlich im Park gelegene Spielplatz wurde vergrößert, im Jahr 2000 erneuert und 2008 instand gesetzt. Die Sanierung war im Bürgerhaushalt für 2012/2013 eingeplant. 2014–2015 erfolgte die Ausstattung mit neuen Spielgeräten.
Am 2. August 2008 eröffnete die Esperanto-Liga Berlin im noch namenlosen Park eine Kulturveranstaltung in Erinnerung an einen Besuch Zamenhofs in Berlin 100 Jahre zuvor 1908 mit dem Verlesen eines Briefes an Bezirksbürgermeisterin Christina Emmrich, in dem vorgeschlagen wurde, den Park an der Rosenfelder Straße nach Ludwig Zamenhof zu benennen. Es folgte eine Fahrt mit historischen Straßenbahnwagen zum Polnischen Kulturinstitut in der Burgstraße, wo Autor Roman Dobrzyński und Übersetzer Michael Scherm das Buch Die Zamenhofstraße und die deutschsprachige Übersetzung vorstellten.
Die Namensgebung wurde auf Antrag des Kulturausschusses der Bezirksverordnetenversammlung Lichtenberg vom 20. November 2008 vorgenommen. Die offizielle Einweihung verlegte man allerdings in das Jahr des 150. Geburtstages des jüdisch-polnischen Humanisten Zamenhof und vor den Beginn des Esperanto-Weltkongresses in seiner Geburtsstadt Białystok. An der Einweihungsfeier konnte der Enkel des Namensgebers Louis-Christophe Zaleski-Zamenhof kurzfristig nicht teilnehmen, sandte allerdings ein Grußwort. Der Vorsitzende des Deutschen Esperanto-Bundes, Rudolf Fischer, nahm die Zeremonie vor, er würdigte in einer kurzen Ansprache das Leben von Zamenhof und zeichnete den Leidensweg der Familie in der Zeit des Nationalsozialismus nach. Anschließend enthüllten Piotr Golema, Botschaftsrat der Polnischen Botschaft in Berlin, und die damalige Bezirksbürgermeisterin Christina Emmrich gemeinsam das Namensschild.
Am 14. April 2011 musste die Namenstafel erneuert werden, weil die vorherige durch Vandalismus zerstört worden war.
In unmittelbarer Nähe des Parks, im Haus Einbecker Straße 36, hatte der Deutsche Esperanto-Bund 2008 seine Geschäftsstelle eröffnet. Schon 2003 war die Deutsche Esperanto-Jugend in dasselbe Haus mit ihrer Geschäftsstelle eingezogen. Dann kamen die Esperanto-Liga Berlin, das Deutsche Esperanto-Archiv und die Berliner Esperanto-Bibliothek (espoteko) hier unter, so dass dieses Haus als Esperantohaus bezeichnet wurde und man auf den Gedanken kam, dem Park den Namen des Esperanto-Begründers zu geben.

## Jubiläumsveranstaltung „10 Jahre Zamenhofpark“ 2019
Am 9. August 2019 würdigte die Esperanto-Liga Berlin gemeinsam mit dem Museum Lichtenberg im Stadthaus das zehnjährige Bestehen des Zamenhofparks durch eine Ausstellung im Rathaus Lichtenberg und gemeinsam mit der Stadtteilkoordination Lichtenberg Mitte durch eine musikalisch-literarische Veranstaltung in Esperanto und Deutsch und die Aufstellung eines Schaukastens mit Informationstafel über die Geschichte des Parks, über Zamenhof und die Sprache Esperanto im Zamenhofpark. Veranstaltung und Schaukasten wurden aus dem Kiezfonds gefördert.
Die Ausstellung „10 Jahre Zamenhofpark“ informiert über die Geschichte des Parks unter anderem anhand von historischen Fotos aus dem Museum und Plänen zur gärtnerischen Gestaltung des Areals aus dem Straßen- und Grünflächenamt und außerdem darüber, wie Esperanto-Kultur zu verschiedenen Zeiten in Lichtenberg gepflegt wurde und heute gepflegt wird. Sie wurde vor Lichtenberger und internationalem Publikum mit einer Grußansprache des Lichtenberger Bürgermeisters Michael Grunst und einem Einführungsvortrag des Ausstellungsautors Fritz Wollenberg im Ratssaal eröffnet.
Am Abend enthüllten Bezirksbürgermeister Michael Grunst und der Botschafter der Republik Polen in Berlin Andrzej Przyłębski den neuen Schaukasten im Zamenhofpark. Es erklangen Esperanto-Lieder des polnischen Sängers Jerzy Handzlik und des Berliner Sängers Stephan Schneider. Die Schauspielerin Wera Blanke las Texte der Esperanto-Schriftstellerin Lena Karpunina und des Dichters Joseph von Eichendorff in Esperanto und Deutsch.
Unter den Gästen waren die frühere Lichtenberger Bürgermeisterin Christina Emmrich und der frühere Vorsitzende der Kulturkommission der Lichtenberger BVV Jürgen Hofmann, die 2009 Anteil an der Benennung des Parks hatten sowie der Vertreter von Esperanto Nederland Noord Andries Hovinga aus Leeuwarden, einer niederländischen Stadt mit Zamenhofpark.